# Saflor-Bergscharte
Die Saflor-Bergscharte (Rhaponticum carthamoides), auch Maralwurzel, Maralpflanze oder Hirschwurzel genannt, ist eine Pflanzenart aus der Gattung der Bergscharten (Rhaponticum) innerhalb der Familie der Korbblütler (Asteraceae). Viele der deutschen Trivialnamen leiten sich vom Altai-Maral aus der Familie der Hirsche ab, welche bevorzugt die Wurzeln dieser Pflanzenart fressen. In der russischen Volksmedizin werden der Maralwurzel zahlreiche positive Eigenschaften zugesprochen, weswegen sie auch als Arzneipflanze kultiviert wird.

## Beschreibung

### Erscheinungsbild und Blatt
Die Saflor-Bergscharte wächst als ausdauernde, krautige Pflanze, die Wuchshöhen von 60 bis 90 Zentimetern erreicht. Der unverzweigte Stängel weist einen Durchmesser von etwa 1 Zentimeter auf und ist spärlich mit mehrzelligen (arachnoiden) Trichomen behaart.

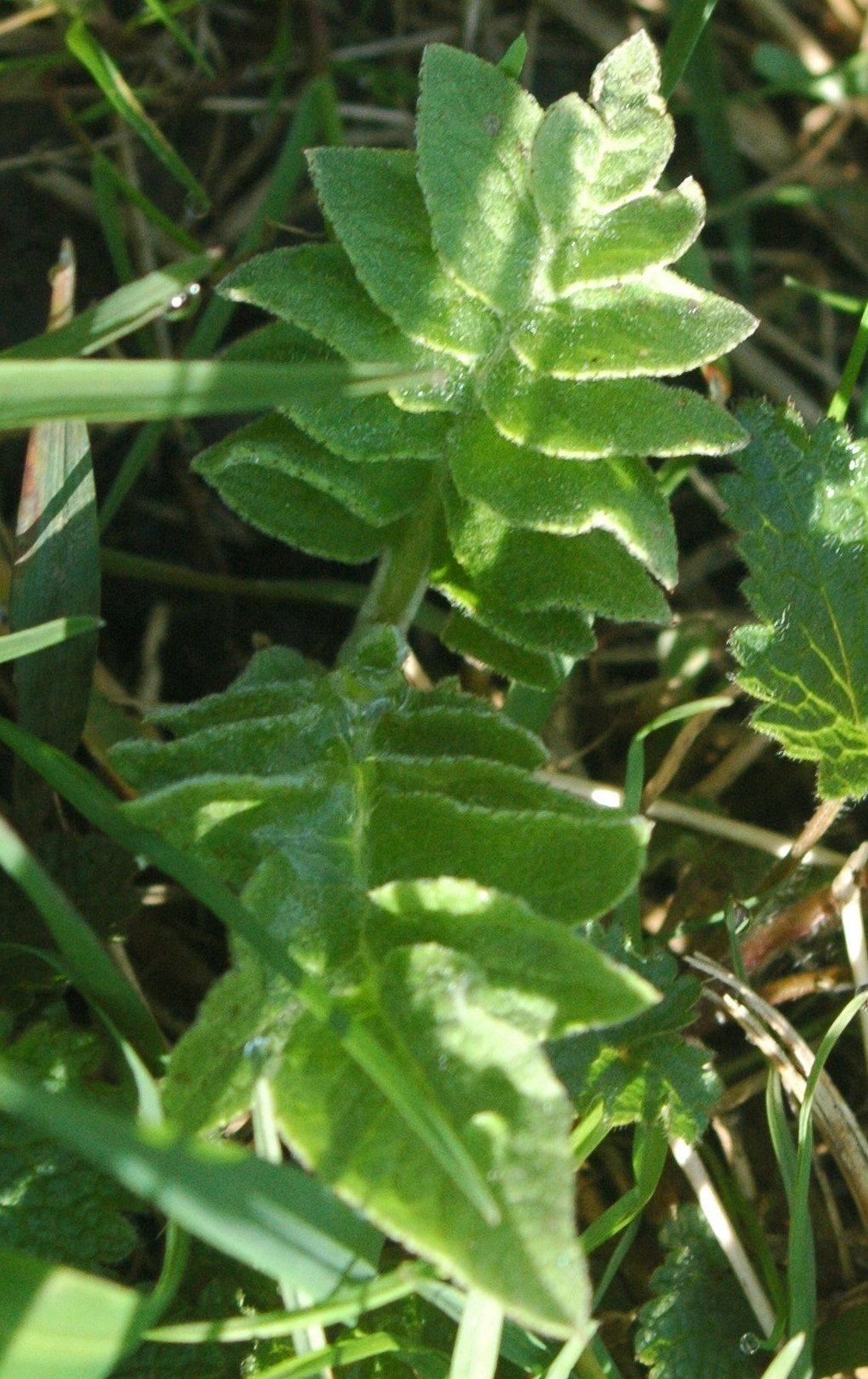
Blätter

Die grünen Laubblätter stehen in einer grundständigen Blattrosette zusammen und sind am Stängel verteilt. Die Grundblätter und unteren bis mittleren Stängelblätter sind kurz gestielt bis fast sitzend und die oberen Stängelblätter sind sitzend. Bei den unteren bis mittleren Laubblättern sind die Blattspreiten bei einer Länge von 13 bis 25 Zentimeter sowie einer Breite von etwa 7 Zentimeter im Umriss elliptisch, verkehrt-lanzettlich oder lanzettlich und fiederteilig bis fast fiederschnittig mit fünf bis acht Paaren von Blattlappen oder Blattabschnitten. Diese Blattlappen oder Blattabschnitte sind mehr oder weniger schmal lanzettlich mit spitz zulaufendem, bespitztem oberen Ende und gesägtem Rand. Die Blattspreiten der oberen Laubblätter sind ungeteilt oder fiederteilig bis -schnittig mit drei bis vier Paaren seitlicher Blattabschnitte und gezähntem Blattrand. Entlang der Blattadern und -ränder sind spärlich mehrzellige (arachnoide) Trichome vorhanden.

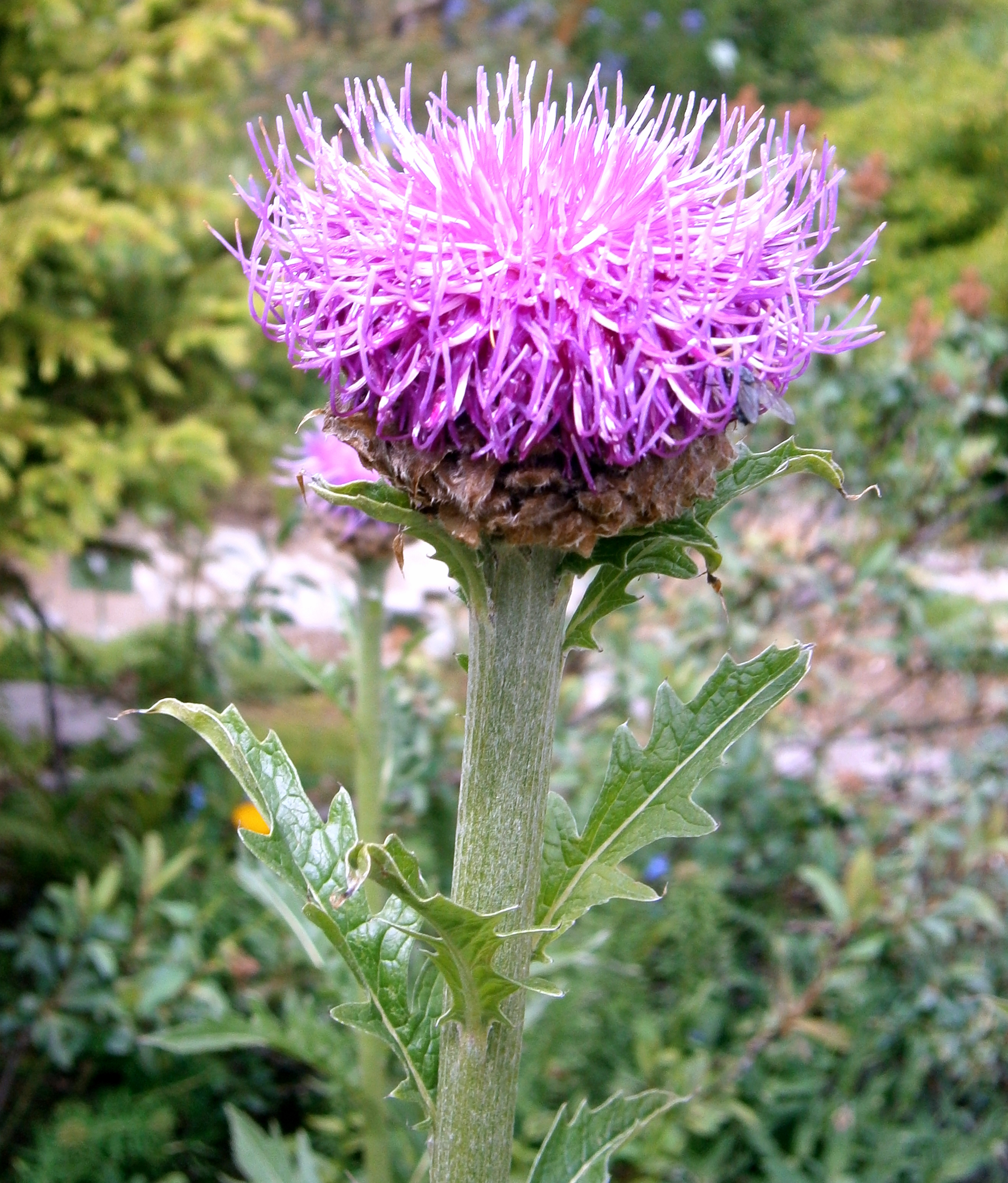
Blütenstand

### Blütenstand und Blüte
Die Blütezeit liegt im chinesischen Xinjiang im Juli. Es ist auf jedem Stängel nur ein endständiger körbchenförmiger Blütenstand vorhanden. Der Blütenkorb, genauer gesagt das Involucrum, weist einen Durchmesser von 4,5 bis 6 Zentimetern auf. Es sind zehn bis zwölf Reihen sich dachziegelartig überdeckender Hüllblätter vorhanden. Die äußeren bis mittleren Hüllblätter sind ohne das Anhängsel 5 bis 10 Zentimeter lang sowie 4 bis 5 Zentimeter breit und purpurrot. Die braunen, häutigen Anhängsel der mittleren Hüllblätter sind bei einer Länge sowie Breite von 7 mm mehr oder weniger schmal eiförmig, breit dreieckig oder fast rhombisch, ausgebreitet bis zurückgebogen und zottig behaart. Die inneren bis innersten Hüllblätter sind ohne die Anhängsel 15 bis 18 Millimeter lang sowie 2 bis 3 Millimeter breit lanzettlich bis linealisch-lanzettlich. Die braunen, häutigen Anhängsel der inneren Hüllblätter sind bei einer Länge von 6 bis 8 Millimeter sowie einer Breite von 2 bis 5 Millimeter eiförmig und zottig behaart. In den Blütenkörbchen befinden sich nur Röhrenblüten. Die zwittrigen, fertilen Röhrenblüten sind rosa- bis purpurfarben und etwa 2,5 Zentimeter lang.

### Frucht und Pappus
Die braunen Achänen sind bei einer Länge von etwa 7 Millimeter schmal-ellipsoid mit einem gezähnten Rand am oberen Ende. Der Pappus besitzt mehrere Reihen von kurzen, fedrigen, gelblichen bis hellbraunen Pappusborsten, von denen die längsten eine Länge von etwa 1,8 Zentimeter aufweisen. Die Früchte reifen im chinesischen Xinjiang im Juli.

### Chromosomensatz
Die Chromosomenzahl beträgt 2n = 24.

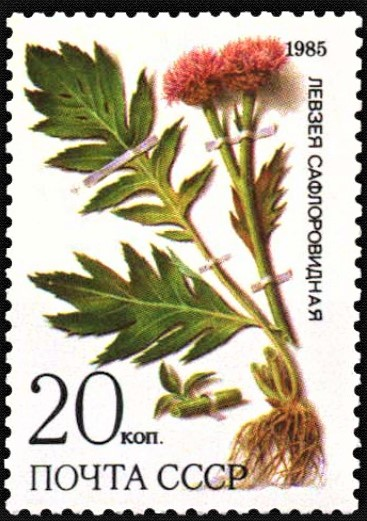
Rhaponticum carthamoides auf einer Briefmarke der UdSSR

## Vorkommen
Das natürliche Verbreitungsgebiet von Rhaponticum carthamoides erstreckt sich vom südlichen Sibirien über Kasachstan bis zur Altai-Region. Rhaponticum carthamoides kommt in Chinas autonomen Gebiet nordwestliches Xinjiang, in der westlichen Mongolei, im südöstlichen Kasachstan und in den russischen sibirischen Gebieten Altai, Burjatien, Gorno-Altai, südliches Irkutsk, Kemerowo, südliches Krasnojarsk sowie Tuwa vor. Dabei wächst die Saflor-Bergscharte vor allem in subalpinen Zonen auf Höhenlagen zwischen 1200 und 1900 Metern. Im östlichen Europa und in Russland wird die Saflor-Bergscharte auch großflächig kultiviert. In Xinjiang gedeiht sie in Höhenlagen zwischen 2000 und 2700 Metern.

## Taxonomie
Die Erstbeschreibung erfolgte 1803 unter dem Namen (Basionym) Cnicus carthamoides durch Carl Ludwig Willdenow in Species Plantarum, 4. Auflage, Band 3, Teil 3, S. 1686. Die Neukombination zu Rhaponticum carthamoides (Willd.) Iljin wurde 1933 durch Modest Michailowitsch Iljin in Trudy Botanicheskogo Instituta Akademii Nauk S S S R. Ser. 1, Flora i Sistematika Vysshikh Rastenii. Moscow & Leningrad, 1, S. 204 veröffentlicht. Weitere Synonyme für Rhaponticum carthamoides (Willd.) Iljin sind Leuzea carthamoides (Willd.) DC., Serratula carthamoides (Willd.) Poir., Stemmacantha carthamoides (Willd.) Dittrich.

## Inhaltsstoffe
Die unterirdischen Pflanzenteile, Blätter und Samen der Saflor-Bergscharte sind reich an Flavonoiden, Anthocyanen, Stilbenen und Steroiden. Die Flavonoide weisen ein Eriodicotyl- und Kämpferolgrundgerüst auf. Die wichtigsten Vertreter der Steroide sind 5α-20-Hydroxyecdyson (20E), Integristeron A und B, Makisteron C, Taxisterson und das charakteristische Leuzeasteron. 20E ist dabei das am häufigsten vorkommende Ecdysteroid mit einer Konzentration von 0,04–0,81 % (Wurzeln), 0,03–1,22 % (oberirdische Pflanzenteile) und 0,27–1,51 % (Samen) bezogen auf die Trockenmasse. Es konnten insgesamt bis zu 50 weitere Ecdysteroidkomponenten analysiert werden. Es wurden auch ätherische Öle mit einer Konzentration von bis zu 0,2 % in den Wurzeln der Pflanze nachgewiesen.

## Verwendung
Die Saflor-Bergscharte wird seit Jahrhunderten in östlichen Teilen Russlands aufgrund der ihr zugeschriebenen positiven medizinischen Wirkungen gesundheitsbezogen verwendet. Vor allem Auszüge aus Rhizom und Wurzel (Tinkturen, Teeaufgüssen, Elixiere) kommen zur Anwendung. Sie zeigten in Tierversuchen adaptogene Eigenschaften, wie zum Beispiel eine Stimulation des Immunsystems, das Abfangen von freien Radikalen sowie eine gesteigerte Proteinbiosynthese, einhergehend mit einer erhöhten Gedächtnisleistung und physischen sowie kardiovaskulären Leistungssteigerungen. Ebenso wurde eine gesteigerte Qualität der Spermien beim Menschen beobachtet. Verantwortlich für die Wirkungen sollen Ecdysteroide sein, hauptsächlich das 20E.
Die Droge wurde lange Zeit sowjetischen Athleten zur Leistungssteigerung verabreicht.

## Toxikologie
Von allen ecdysteroidhaltigen Pflanzenarten scheint Rhaponticum carthamoides die geringste Toxizität zu besitzen. Selbst sehr hohe Mengen ethanolischer Extrakte konnte keine Todesfälle bei Mäusen verursachen. Ebenso wurden keine embryotoxischen Effekte von 20E festgestellt. Jedoch können durch die in den Wurzeln vorhandenen Thiophenpolyacetylene phototoxische Reaktionen entstehen.